# Neosymydobius paucisetosus
Neosymydobius paucisetosus är en insektsart. Neosymydobius paucisetosus ingår i släktet Neosymydobius och familjen långrörsbladlöss. Inga underarter finns listade i Catalogue of Life.